# Hitzhusen
Hitzhusen ist eine Gemeinde im Kreis Segeberg in Schleswig-Holstein.

## Geografie

### Lage und Ortsteile
Hitzhusen liegt an der Bramau westlich von Bad Bramstedt. Neben dem namenstiftenden Dorf (Hitzhusen) liegt zudem die Siedlung Aukamp als weiterer Wohnplatz im Gemeindegebiet.

### Nachbargemeinden
Angrenzende Gemeindegebiete zu Hitzhusen sind:
| Föhrden-Barl | Hagen                                       | Fuhlendorf    |
|              | Kompassrose, die auf Nachbargemeinden zeigt |               |
| Weddelbrook  |                                             | Bad Bramstedt |

## Geschichte
Hitzhusen wurde erstmals 1286 urkundlich als Hyddeshusen erwähnt.

## Politik

### Gemeindevertretung
Bei der Kommunalwahl 2023 errang die CDU erneut alle elf Sitze in der Gemeindevertretung. Die Wahlbeteiligung betrug 57,0 Prozent.

### Wappen
Blasonierung: „In Silber über einem breiten blauen Flachzinnen-Schildfuß, darin eine silberne Meerforelle, ein schmaler roter Flachzinnensteg, darüber ein großer grüner Wassernabel mit drei Blättern.“

## Wirtschaft und Verkehr
In der ursprünglich landwirtschaftlich geprägten Gemeinde überwiegt heute die Wohnnutzung. Außerdem gibt es eine Vielzahl kleiner und mittelständischer Gewerbebetriebe.
Im Individualverkehr wird die Hitzhusen auf der Bundesstraße 206 von Bad Bramstedt nach Itzehoe erreicht. Die Trasse führt nördlich um den Ortskern herum.
Der nächste Bahnhof befindet sich in Bad Bramstedt an der Bahnstrecke Hamburg-Altona–Neumünster der AKN Eisenbahn.

## Persönlichkeiten
Der Landschaftsmaler und Grafiker Hinrich Wrage wurde 1843 in Hitzhusen geboren.

## Bilder

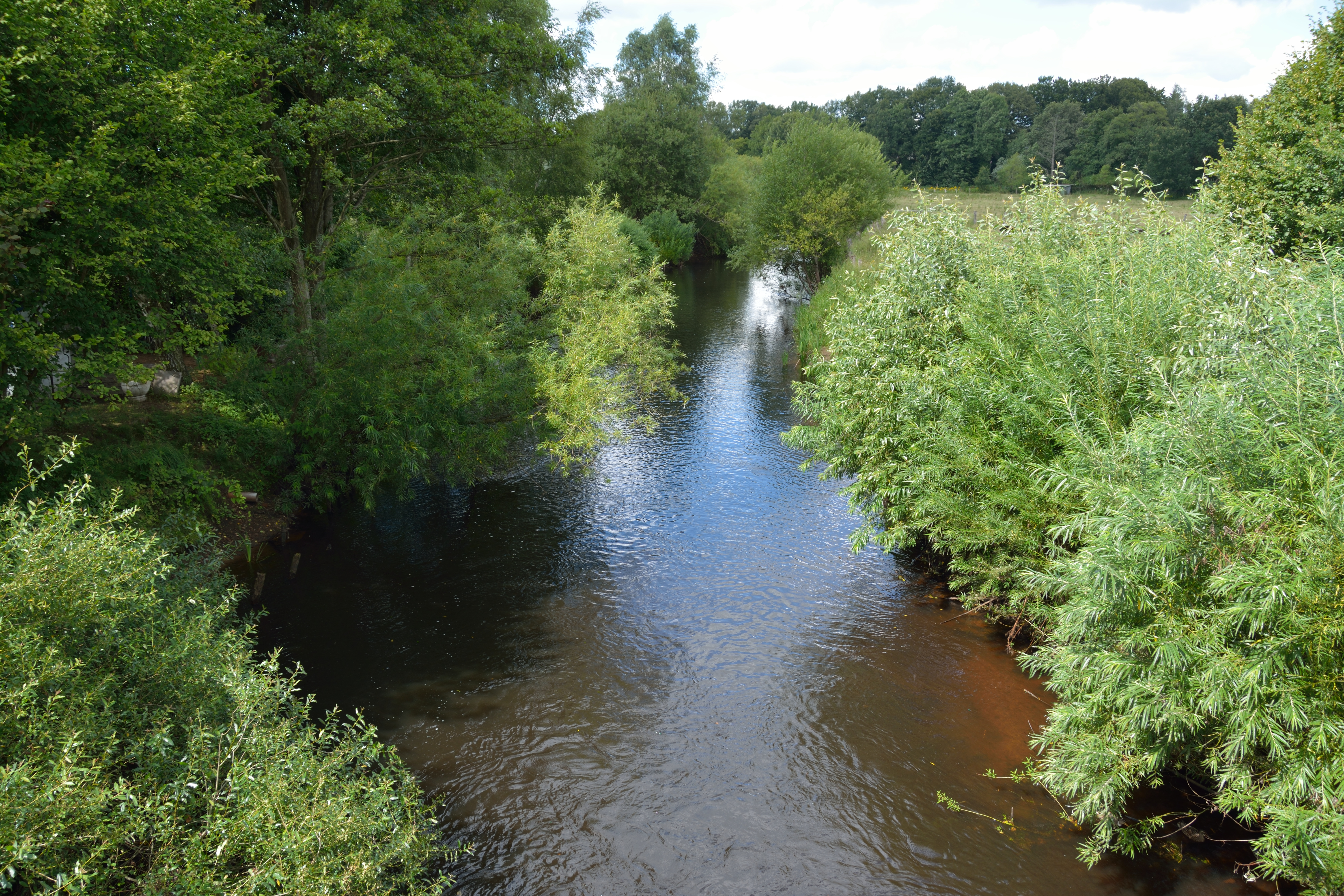
Die Bramau in Hitzhusen
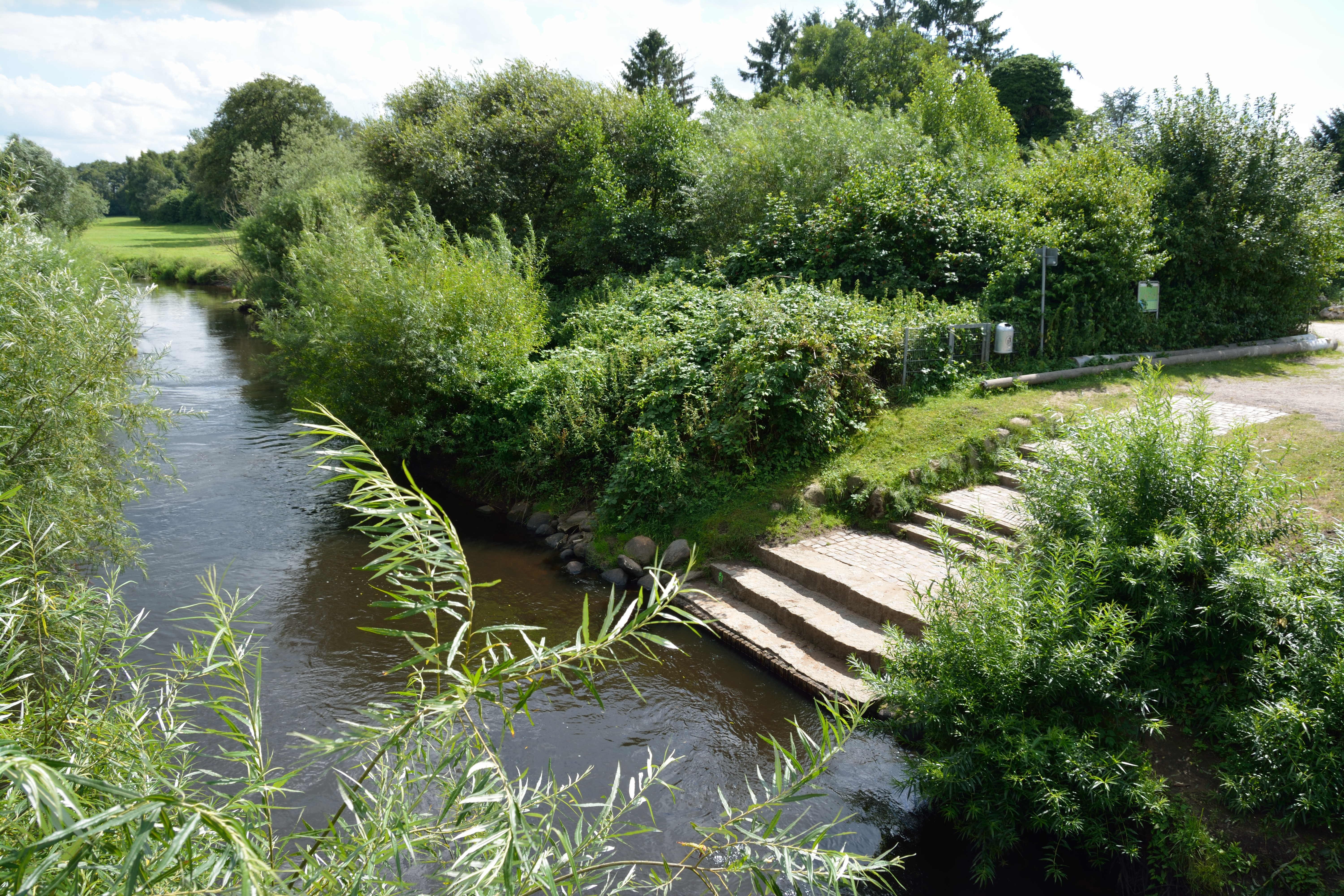
Kanuanlegestelle an der Bramau